# Prélude no 15 de Chopin
Le Prélude no 15 de Chopin en ré bémol majeur sostenuto, connu sous le nom de « La goutte d'eau », est un prélude pour piano composé par Frédéric Chopin. C'est l'un de ses Vingt-quatre préludes, op. 28, publiés en 1839 et dédiés à ses amis Camille Pleyel et Joseph Christoph Kessler (en).
D'une durée généralement comprise entre cinq et sept minutes, il s'agit du plus long et l'un des plus connus de ces préludes. D'un climat de nocturne, ce prélude est réputé pour sa répétition opiniâtre d'un la , qui apparaît tout au long de la pièce et sonne comme les gouttes de pluie pour de nombreux auditeurs.

## Composition

Incipit d'une édition urtext.

Une partie de l'opus 28 a été écrit pendant le séjour de Chopin et George Sand au monastère de Valldemossa à Majorque en 1838. Sand racontait dans Histoire de ma vie qu'un soir, elle et son fils Maurice, revenant de Palma après une terrible tempête de pluie, avaient trouvé Chopin, désemparé, qui s'était exclamé : « Ah ! je le savais bien que vous étiez morts ! » Il rêvait tout en jouant du piano :

« Il se voyait noyé dans un lac, des gouttes d’eau pesantes et glacées lui tombaient en mesure sur la poitrine, et quand je lui fis écouter le bruit de ces gouttes d’eau qui tombaient en effet sur le toit, il nia les avoir entendues. Il se fâcha même de ce que je traduisais par le mot d’harmonie imitative. Il protestait de toutes ses forces, et il avait raison, contre la puérilité de ces imitations pour l’oreille. Son génie était plein des mystérieuses harmonies de la nature, traduites par des équivalents sublimes dans sa pensée musicale, et non par une répétition servile des sons extérieurs,. »

Sand n'a pas précisé quel prélude Chopin lui avait joué à cette occasion, mais la plupart des critiques musicaux supposent que ce fut le prélude no 15, à cause de la répétition du la  et sa suggestion d'un « doux tapotement » de la pluie. Cependant, Peter Dayan souligne que Sand a accepté les remarques de Chopin selon lesquelles le prélude n'était pas une imitation du son des gouttes, mais une traduction des harmonies de la nature, selon le « génie » de Chopin.
Le prélude s'ouvre avec un thème « serein » en ré . Il passe alors à un « intermède lugubre » en do  mineur, « avec la pédale dominante ne cessant jamais, un basso ostinato ». La répétition la  / sol  entendu tout au long de la première section, devient ici plus insistante.
Ensuite, le prélude se termine par une répétition du thème initial. Frederick Niecks dit : « Cette partie en do  mineur… affecte comme un rêve oppressant ; le retour de l'ouverture en ré  majeur, qui dissipe le terrible cauchemar, s'abat avec la fraîcheur souriante d'une nature familière — et après seulement ces horreurs, l'imagination peut pleinement apprécier cette beauté sereine ».